# Ernst Ludwig Taentzel
Ernst Ludwig Taentzel (auch: Tänzel, Taenzel, Täntzel) (* 9. März 1791; † 13. Juni 1845 in Hannover) war ein deutscher Maurermeister-Architekt, Steinhauermeister und Senator.

## Leben

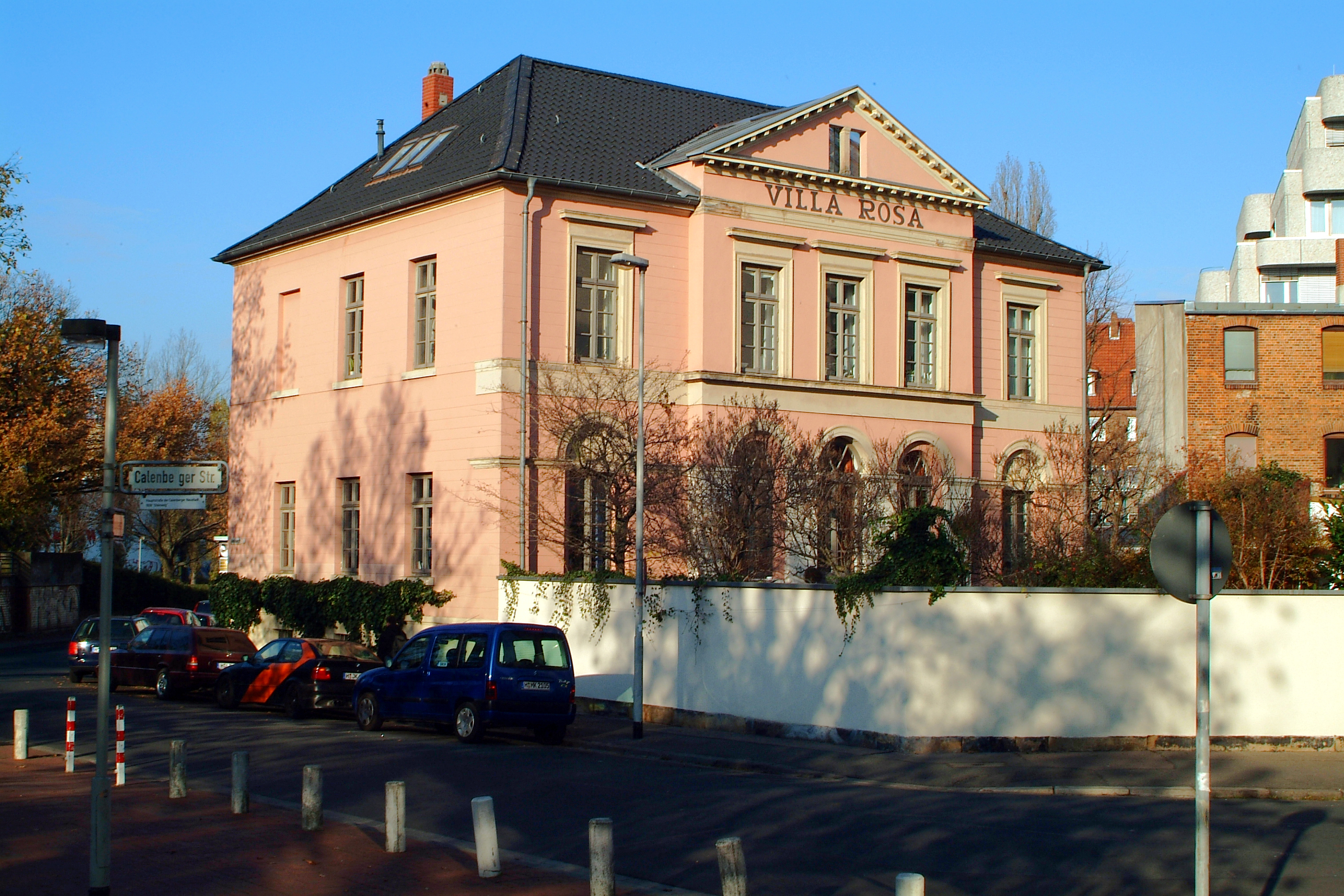
Villa Rosa in der Glockseestraße 1, 1830 nach überarbeitetem Plan durch Laves errichtet

Ernst Ludwig war der Sohn des Hofmaurermeisters Johann Georg Taentzel und der Enkel von Johann Christoph Taentzel.
1819 legte Taentzel seine Meisterprüfung ab. Häufig arbeitete er mit Georg Ludwig Friedrich Laves zusammen.
1820 schuf Taentzel, gemeinsam mit dem Bildhauer August Hengst, das Allianzwappen am Alten Palais für Herzog Adolph Friedrich, Herzog von Cambridge und seine Gemahlin Auguste von Hessen, Duchess of Cambridge und Vizekönigin im Königreich Hannover.
„Wahrscheinlich“ von Taentzel stammt die 1828 vorgenommene klassizistische Überformung des Stadthauses des Grafen von Kielmannsegge in der Calenberger Straße (Dachenhausenpalais).
1827 errichtete Taentzel nach Plänen von Laves ein Doppelhaus in der Georgstraße.

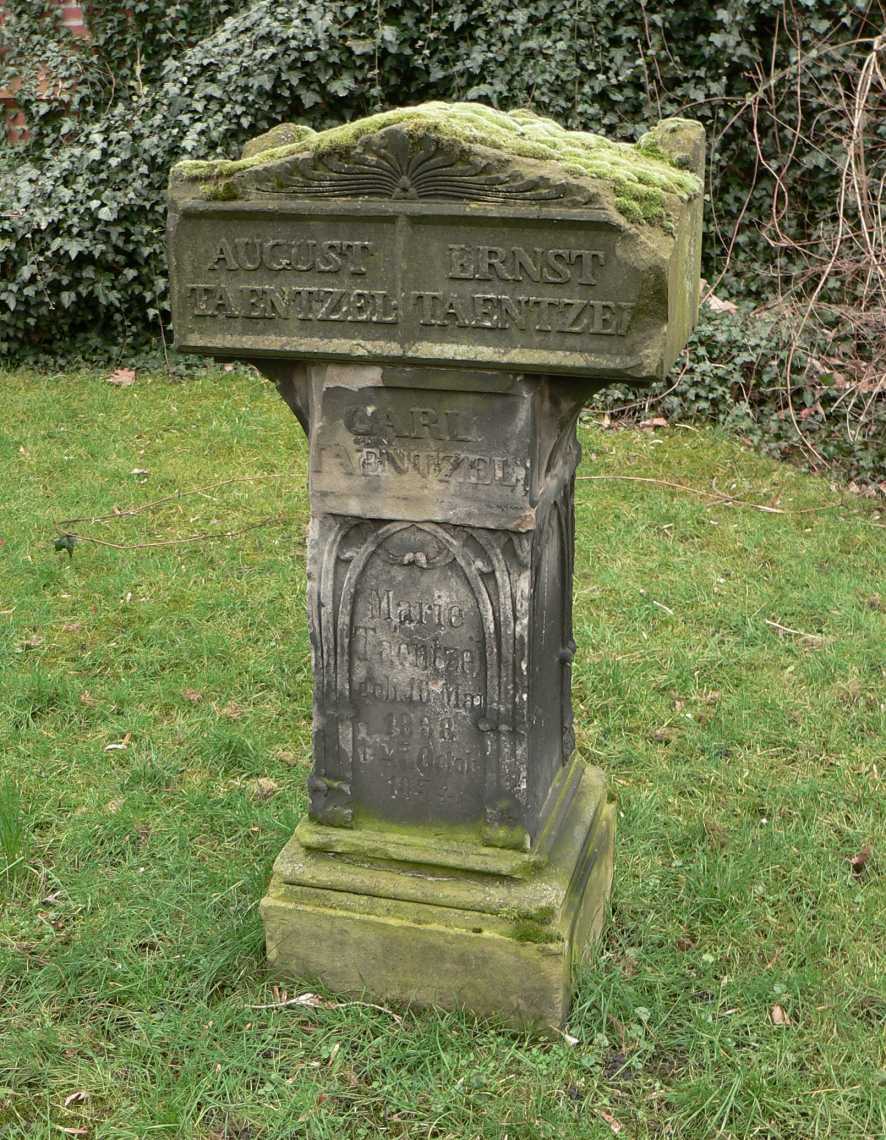
Grabmal auf dem Gartenfriedhof

Beim Bau der 1830 errichteten Villa Rosa legte Taentzel seinen Plan Laves vor, der ihn dann in Details überarbeitete.
1836 schuf Taentzel die (nicht erhaltenen) Wohnhäuser in der Adolfstraße 2 und 3; Haus Nummer 2 wurde 1839 das Ernst-August-Palais und 1845 von Justus Heinrich Jakob Molthan mit Nummer 3 vereinigt. Die Gebäude waren in der Zeit von 1841 bis 1843 und von 1847 bis 1851 Wohnsitz des seinerzeitigen Kronprinzen und späteren Herrschers im Königreich Hannover, König Georg V.
Ernst Ludwig Taentzels denkmalgeschütztes Grabmal findet sich, ebenso wie das seines Vaters, auf dem Gartenfriedhof in Hannover. Sein Sarkophag trug nach Hinrich Hesse die Grabnummer 468 und stand in der Nähe von 7 weiteren Grabmälern mit Namen Täntzel oder Taentzel mit den Nummern 467 bis 474, darunter Hofmaurermeister Johann Georg Taentzel, die teilweise auch mehrere Namen auf einem Grabstein aufführen.